# 喬凱奧 (明尼蘇達州)
喬凱奧（英語：Chokio，/ʃəˈkaɪoʊ/ shə-KY-oh）是一個位於美國明尼蘇達州史蒂文斯縣的城市。

## 人口
根據2020年美國人口普查的數據，喬凱奧的面積為1.13平方千米，皆為陸地。當地共有人口405人，而人口密度為每平方千米358人。